# Чемпіонат Європи з футболу
Чемпіона́т Євро́пи з футбо́лу (англ. UEFA European Football Championship) — найпрестижніша континентальна першість, головне змагання національних збірних з футболу, що проходить з 1960 року під патронатом УЄФА кожні 4 роки і чергується з чемпіонатом світу. До 1968 року Чемпіонат Європи (ЧЄ) мав назву «Кубок європейських націй».
Фінальні турніри чемпіонатів Європи відбуваються раз на 4 роки, однак разом із відбірковим турніром і паузою між відбірковим та фінальним турніром він триває майже 2 роки. У відбіркових змаганнях до Чемпіонатів Європи за всю історію брало участь 59 збірних. З них 39 хоча б раз виходили на чемпіонат (включаючи 3 вже не існуючих: СРСР, Чехословаччина, Югославія). Ще одна збірна не брала участь у кваліфікації, але виступала у фінальному турнірі (СНД). Крім того 19 збірних жодного разу не виходили, але продовжують брати участь у відборах.
У фінальному турнірі перших п'яти чемпіонатів змагались 4 команди. УЄФА протягом історії турніру три рази збільшувала кількість команд. Останнє розширення відбулось на Євро 2016, де вперше зіграли 24 команди. Збірні країн-господарів потрапляють у фінальну частину автоматично, решта команд виборюють таке право за підсумками відбіркового турніру. На чемпіонатах 2000, 2008 та 2012 року господарками були 2 країни.
За всю історію проведення турніру чемпіонами ставали 10 національних збірних: збірні Іспанії — чотири рази, Німеччини — тричі, збірні Італії та Франції — двічі та по одному разу збірні СРСР, Португалії, Нідерландів, Чехословаччини, Данії та Греції.
Останній наразі чемпіонат (17-й) відбувався з 14 червня до 14 липня 2024 року.
Жіночий ЧЄ з футболу відбувся вперше 1984 року, починаючи з 1997 року відбувається раз на 4 роки.

## Історія

### Створення УЄФА

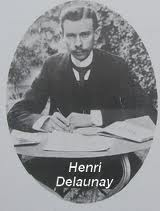
Анрі Делоне

Уперше ідею проведення турніру для європейських національних збірних висунув колишній генеральний секретар французької футбольної федерації Анрі Делоне на одній із нарад ФІФА. Але ідея не знайшла підтримки, оскільки було багато проблем із організації чемпіонатів світу, але головна причина відхилення ідеї полягала у відсутності європейської регіональної конфедерації.
Однак ідея Делоне знайшла чимало прибічників, найактивнішим серед яких був Отторіно Барассі — генеральний секретар, а пізніше й президент італійської федерації футболу. 1951 року Барассі запропонував ФІФА проєкт європейського чемпіонату, в основу якого було покладено кубковий принцип. Півфінали та фінали, як передбачав Барассі, мали відбуватися в одній країні. Але керівництво ФІФА не прийняло цей документ.
Переломний момент в історії створення чемпіонату Європи відбувся 27 травня 1952 року на зборах у Цюриху, де зустрілися Делоне, Барассі та генеральний секретар Бельгійського королівського футбольного союзу Жозе Краай. Вони обговорили питання створення Європейського футбольного союзу. За рік у Парижі на зборах 20 представників національних футбольних федерацій затвердили комітет із підготовки установчої конференції Європейського футбольного союзу. Конференція під головуванням Барассі відбулася 15 червня 1954 року в Базелі. У ній узяли участь представники 23 європейських країн. На цій нараді було ухвалено рішення про створення Європейського союзу футбольних асоціацій (УЕФА), було обрано його перший виконавчий комітет у складі: Йозеф Ґере, Джордж Ґрем, Анрі Делоне, Жозе Краай, Еббе Шварц, Ґустав Шебеш. Тиждень потому виконавчий комітет обрав першого президента УЄФА. Ним став голова данського футбольного союзу Еббе Шварц. Віце-президентом було затверджено Йозефа Ґере, генеральним секретарем — Анрі Делоне.

### Перший чемпіонат
На зборах у жовтні 1954 року в Копенгагені було вирішено почати підготовку до першого чемпіонату Європи. Анрі Делоне, Жозе Краай і Джордж Ґрем мали підготувати пропозиції з проведення першого континентального турніру для національних збірних команд до першого конгресу УЄФА, що мав відбутися в березні 1955 року у Відні.
У Відні після виступу Жозе Краая, що ознайомив конгрес із ідеєю проведення Європейської першості, стало зрозуміло, що першість Європи мала стати кваліфікаційною стадією світових чемпіонатів. Але ця ідея не знайшла підтримки в учасників конгресу. Отторіно Барассі та Михайло Андрейєвич аргументували незгоду з даним проєктом тим, що він ставить під загрозу проведення регіональних змагань у Європі та позбавляє багато національних команд можливості виступити у двох турнірах. Після завершення дискусій конгрес запропонував виконкому підготувати новий проєкт і представити його за рік.
На конгресі УЄФА в червні 1956 року, проведеному в Лісабоні, було затверджено новий склад комісії для розробки проєкту, до неї ввійшли: П'єр Делоне, Ґустав Шебеш, Альфред Фрей, Агустин Пухоль, Константин Константарас і Лешек-Юліуш Рильські. Комісія обрала кубковий варіант турніру та розробила часови́й план. Кваліфікаційні матчі слід було провести із серпня 1958 року до березня 1959 року, 1/8 фіналу — з квітня до жовтня 1959 року, 1/4 фіналу — з листопада 1959 року до травня 1960 року, а заключний фінальний турнір чотирьох найкращих команд організувати між 15 червня та 15 липня 1960 року в одній країні. Комісія закінчила свою роботу 1957 року.
На засіданні виконкому УЄФА 27 березня 1957 року в Кельні було висунуто проєкт під назвою «Кубок Європейських чемпіонів». Після обговорення проєкту президент УЄФА Еббе Шварц опублікував у першому офіційному бюлетені УЄФА свій схвальний відгук про проєкт. Але на конгресі 28 червня 1957 року в Копенгагені не все пройшло так гладко. Із 27 учасників конгресу за проведення Європейського чемпіонату проголосовало 15. Проти проведення виступали Бельгія, Італія, Нідерланди, ФРН й усі британські делегації.
4 червня 1958 року відбулася ще одна спроба не допустити проведення Кубку європейських націй 1960 року, що була здійснена делегаціями Великої Британії та ФРН. Делегації знов дискутували про доцільність проведення турніру, але після голосування, підсумок якого 15 на користь чемпіонату Європи, 7 — проти, було вирішено провести чемпіонат.
6 червня 1958 року в залі «Клуб мандрівників» готелю Стокгольма «Форест» відбулося жеребкування першого кола Кубку європейських націй.

### Історія чемпіонатів
Перший фінал відбувся в Парижі між СРСР і Югославією 1960 року. Перемогла збірна СРСР, забивши переможний м'яч у додатковий час.
1968 року було змінено назву турніру, Національний Європейський кубок став називатися Європейський чемпіонат із футболу УЄФА, а також було змінено формат проведення відбіркового турніру. У 8 групах кожна команда грала з кожною двічі, збірні, що посіли перше місце, потрапляли до чвертьфіналу. Післяматчевих пенальті за нічийного результату тоді не було, й Італія змогла потрапити до фіналу завдяки жеребу.
1972 року за нічийного результату жереб замінили післяматчевими пенальті.
1980 року УЄФА ввела новий формат чемпіонату. Тепер замість 4 збірних у фінальній частині брали участь 8 команд, уперше країна — господар отримувала місце у фінальній частині автоматично. Ці команди розбивалися на 2 групи, кожна збірна грала з кожною, після чого переможці групи потрапляли до фіналу.
1984 року формат турніру було дещо змінено, тепер 2 найкращі збірні виходили з групи й потрапляли до півфіналів. Матч за третє місце було скасовано.
1992 року турнір відбувався під час політичної нестабільності в Європі. Збірну Югославії, що потрапила до фінальної частини чемпіонату, було знято з турніру перед самим початком через санкції проти цієї країни. Збірна Данії, замінивши Югославію, змогла виграти чемпіонат, перегравши у фіналі Німеччину 2:0. Команду СРСР, що перемогла у своїй відбірковій групі, замінила команда СНД.
На чемпіонаті 1996 року було введено новий формат турніру. Тепер 16 збірних розбивалися на 4 групи, команди, що посіли 1-і та 2-і місця, потрапляли до чвертьфіналу. Введено правило золотого голу.
2000 року вперше чемпіонат Європи приймали одразу 2 країни — Бельгія та Нідерланди.
2004 року замість «золотого голу» ввели правило «срібного голу».
2008 року правило срібного голу скасовано.
18 квітня 2007 року УЄФА ухвалило рішення про проведення Євро 2012 у двох країнах. Європейський чемпіонат прийняли Польща й Україна. Претендентами були також Хорватія/Угорщина й Італія.
28 травня 2010 року на виконкомі УЄФА було ухвалено рішення про проведення Євро 2016 у Франції.
30 червня 2012 на прес-конференції напередодні Фіналу Євро 2012 президент УЄФА Мішель Платіні запропонував провести Євро 2020 не в одній чи кількох країнах-господарках, а у «12 або 13 містах» по всій Європі. УЄФА вже використовує подібну систему для елітного раунду Юнацьких чемпіонатів Європи (U-17), де кожна з семи груп проводить матчі в іншій країні. 6 грудня 2012 УЄФА оголосило, що Євро 2020 відбудеться у різних містах Європи, таким чином буде відзначено 60-річчя існування турніру. На думку Платіні, це логічне рішення на час фінансових труднощів у Європі.

## Змагання
До 1980 року лише 4 команди брали участь у фінальній частині турніру, з 1980 до 1996 року — 8 збірних, з 1996 року — 16 збірних, а в 2016 році у фінальній частині чемпіонату вперше зіграли 24 команди. Збірні, що беруть участь у фінальній частині турніру, визначаються через серію кваліфікаційних ігор: до 1968 року команди визначалися в домашніх і виїзних іграх між собою, починаючи з 1968 року збірні проходили кваліфікацію спочатку у відбіркових групах, згодом у плей-оф (переможці груп грали між собою; стадія 1/4 фіналу), перш ніж потрапити до фінальної частини. До 1980 року місце проведення турніру обирали серед країн, що пройшли відбірковий турнір і потрапили до фінальної частини чемпіонату. Після розширення учасників (1980 рік) у фінальній частині чемпіонату команда-господарка автоматично потрапляла до фінальної частини. За всю історію 12 країн приймали чемпіонат Європи, причому три з них двічі (Італія, Франція та Бельгія), а з урахуванням турніру 2016 року, Франція стала триразовою господаркою першості Європи.

### Кубок
Кубок Анрі Делоне, що його отримує чемпіон Європи, названо так на честь Анрі Делоне, першого генерального секретаря УЄФА, що вперше запропонував проведення Європейської першості з футболу, але помер 1955 року — за 5 років до першого чемпіонату Європи. Його син, П'єр Делоне, був відповідальним за створення трофею. Кубок було створено паризьким ювеліром Мішелем Шобійоном (фр. Michel Chobillon). Починаючи з першого в історії турніру, чемпіон нагороджувався кубком Анрі Делоне та зберігав його 4 роки, до наступного чемпіонату Європи.
Для чемпіонату 2008 року кубок було дещо змінено: він став на 18 сантиметрів вищим й на 2 кг важчим.

## Формат турніру

### Кваліфікація
Відбіркові, або кваліфікаційні, змагання відбуваються для того, щоб зменшити кількість учасників і відібрати найсильніших для участі у фінальному турнірі. Кваліфікаційний раунд починається після завершення чемпіонату світу та триває два роки до фінальної частини чемпіонату. Групи формуються методом жеребкування комітетом УЄФА, з використанням посіву команд. Посів відбувається на основі кваліфікаційного раунду до чемпіонату світу та за попереднім чемпіонатом Європи. Формування рангу команди йде за таким принципом: кількість очок, отриманих за матчі команди, діляться на кількість матчів, вираховується середня кількість очок за матч, а у разі, якщо команда приймала один або два попередні турніри, використовуються результати останнього кваліфікаційного змагання. Якщо дві команди мають однакову середню кількість очок за матч, тоді комітет визначає їх позиції в ранзі, виходячи з таких принципів:
1. Коефіцієнт зіграних матчів.
2. Середня різниця голів в одному матчі.
3. Середня результативність матчів.
4. Средняя результативність виїзних матчів.
5. Жеребкування.

Кваліфікаційний етап відбувається за груповим форматом, а визначення складу груп — шляхом жеребкування команд із посівних урн. Жеребкування відбувається після кваліфікаційного етапу до чемпіонату світу. У кваліфікаційному раунді до чемпіонату Європи 2012 року боротьба велась у 9 групах (6 груп по 6 команд і ще 3 групи по 5 команд).
Кваліфікаційна група — своєрідна ліга, де є одна чи дві команди з великим рейтингом. Кожна команда грає з кожною вдома та на виїзді, борючись за вихід до фінальної частини. Очки розподіляються за таким принципом: 3 за перемогу, 1 за нічию та 0 за поразку. Після всіх зіграних матчів визначається переможець групи. Переможці груп виходять до фінальної частини. Якщо у двох і більше команд однакова кількість очок, то застосовується такий критерій для визначення кращої:
1. Найбільша кількість очок, зароблених в іграх між відповідними командами.
2. Різниця голів у матчах двох відповідних команд.
3. Кількість голів, забитих у матчах двох відповідних команд.
4. Кількість голів, забитих на виїзді в матчах двох відповідних команд.
5. Різниця м'ячів в усіх матчах відповідних команд у груповому етапі.
6. Кількість голів, забитих в усіх матчах відповідних команд у груповому етапі.
7. Кількість голів, забитих на виїзді в усіх матчах відповідних команд у груповому етапі.
8. Рейтинг Fair play.
9. Жеребкування.

Друге місце трактувалося по-різному під час різних відбіркових турнірів. Так, у відборі на чемпіонат 2012 року, як й у відборах на чемпіонати 2000, 2004 років, команди, що стали другими, грали стикові матчі. У відборах на чемпіонати 2000 та 2012 років найкраща з других команд (Португалія та Швеція відповідно) автоматично потрапляла до фінальної частини. У відборі на чемпіонат 2008 року усі, хто посідав другі місця, автоматично кваліфікувалися до фінальної частини.
У кваліфікації на чемпіонат 1996 року шість найкращих команд, що посіли другі місця, потрапляли до фінальної частини. Дві найгірші команди, що посіли другі місця, грали стикові матчі (ними стали Ірландія та Нідерланди, між якими було проведено додатковий матч, що виграли Нідерланди, які й потрапили до фінальної частини чемпіонату 1996 року).
Важлива примітка: якщо дві команди в особистому матчі борються за друге місце у групі, а їх кількість очок і різниця голів перед матчем були рівними, то в разі нічиєї призначається додатковий час. У разі нічиєї в додатковий час усе вирішує серія пенальті.
За усю історію 60 різних збірних брали участь у відбіркових змаганнях. Це усі нинішні країни-члени УЄФА (55 національних збірних), а також НДР, СРСР, Чехословаччина, Югославія та Сербія і Чорногорія. Збірна СНД не брала участі у відбіркових змаганнях, а почала відразу грати у фінальній частині чемпіонату 1992 року. У відбірковому турнірі до чемпіонату 2004 року Югославія почала кваліфікацію як Югославія (2002 рік), а закінчила як Сербія та Чорногорія (змінила назву на початку 2003 року).
| Рік  | Місць, що розігрувались | Команд у відборі | Команд на місце |
| ---- | ----------------------- | ---------------- | --------------- |
| 1960 | 4                       | 17               | 4,25            |
| 1964 | 4                       | 29               | 7,25            |
| 1968 | 4                       | 31               | 7,75            |
| 1972 | 4                       | 32               | 8               |
| 1976 | 4                       | 32               | 8               |
| 1980 | 7                       | 31               | 4,43            |
| 1984 | 7                       | 32               | 4,57            |
| 1988 | 7                       | 32               | 4,57            |
| 1992 | 7                       | 33               | 4,71            |
| 1996 | 15                      | 47               | 3,13            |
| 2000 | 14                      | 49               | 3,5             |
| 2004 | 15                      | 50               | 3,33            |
| 2008 | 14                      | 50               | 3,57            |
| 2012 | 14                      | 51               | 3,64            |
| 2016 | 23                      | 53               | 2,30            |
| 2020 | 24                      | 55               | 2,29            |
| 2024 | 23                      | 53               | 2,30            |

### Фінальний турнір
24 збірних, що пройшли кваліфікаційний раунд, розбиваються на 6 груп по 4 команди в кожній. Жеребкування груп проводить адміністрація УЄФА, також використовуючи посів.
У 6 групах збірні грають за форматом ліги, тобто команди грають зі своїми суперниками у групі по одному разу. Використовується та ж система нарахування очок (3 за перемогу, 1 за нічию, 0 за поразку). Час проведення матчів у групі може бути різним, але 2 останні матчі мають відбуватися паралельно. Команди, що посіли перші та другі місця у групах, а також чотири найкращі треті місця, потрапляють до 1/8 фіналу, де грають матч на виліт, причому команди, що посіли перші місця у групах, грають із командами, що посіли другі та треті місця з інших груп. Переможці 1/4 фіналу проходять до півфіналу. Переможці півфіналу грають фінальний матч. Півфіналісти, що програли, нагороджуються бронзовими медалями (до 1984 року проводився матч за третє місце). Переможець фіналу стає чемпіоном і нагороджується золотими медалями. Команда, що програла, нагороджується срібними медалями. Якщо в матчах на виліт після основного часу матчу рахунок рівний, тоді призначається додатковий час, якщо й він не виявив переможця, відбувається серія пенальті.
На Євро 2016 та Євро 2020 застосовано той же формат змагань, що й на чемпіонатах світу 1986, 1990 та 1994 років.
Нижче представлено застосовувану в різні роки систему змагань.
| Рік  | Команд | 1-й етап             | 2-й етап                                                                            |
| ---- | ------ | -------------------- | ----------------------------------------------------------------------------------- |
| 1960 | 4      | Плей-оф              | Плей-оф                                                                             |
| 1964 | 4      | Плей-оф              | Плей-оф                                                                             |
| 1968 | 4      | Плей-оф              | Плей-оф                                                                             |
| 1972 | 4      | Плей-оф              | Плей-оф                                                                             |
| 1976 | 4      | Плей-оф              | Плей-оф                                                                             |
| 1980 | 8      | 2 групи по 4 команди | 2 команди, що посіли 1-і місця у групах, грали у фіналі                             |
| 1984 | 8      | 2 групи по 4 команди | 4 команди, що посіли 1-2 місця у групах, грали у плей-оф                            |
| 1988 | 8      | 2 групи по 4 команди | 4 команди, що посіли 1-2 місця у групах, грали у плей-оф                            |
| 1992 | 8      | 2 групи по 4 команди | 4 команди, що посіли 1-2 місця у групах, грали у плей-оф                            |
| 1996 | 16     | 4 групи по 4 команди | 8 команд, що посіли 1-2 місця у групах, грали у плей-оф                             |
| 2000 | 16     | 4 групи по 4 команди | 8 команд, що посіли 1-2 місця у групах, грали у плей-оф                             |
| 2004 | 16     | 4 групи по 4 команди | 8 команд, що посіли 1-2 місця у групах, грали у плей-оф                             |
| 2008 | 16     | 4 групи по 4 команди | 8 команд, що посіли 1-2 місця у групах, грали у плей-оф                             |
| 2012 | 16     | 4 групи по 4 команди | 8 команд, що посіли 1-2 місця у групах, грали у плей-оф                             |
| 2016 | 24     | 6 груп по 4 команди  | 12 команд, що посіли у групах 1-2 місця, та 4 найкращі команди, що посіли 3-і місця |
| 2020 | 24     | 6 груп по 4 команди  | 12 команд, що посіли у групах 1-2 місця, та 4 найкращі команди, що посіли 3-і місця |
| 2024 | 24     | 6 груп по 4 команди  | 12 команд, що посіли у групах 1-2 місця, та 4 найкращі команди, що посіли 3-і місця |

## Досягнення

### Найкращі збірні

Участь збірних у фінальних частинах чемпіонатів Європи

Нижче надано результати фінальних матчів і матчів за третє місце на кожному чемпіонаті
| Рік  | Місце проведення     | Фінальний матч | Фінальний матч        | Фінальний матч | Матч за третє місце                 | Матч за третє місце                 | Матч за третє місце                 | Матч за третє місце                 |
| Рік  | Місце проведення     | Чемпіон        | Рахунок               | Фіналіст       | Третє місце                         | Рахунок                             | Рахунок                             | Четверте місце                      |
| ---- | -------------------- | -------------- | --------------------- | -------------- | ----------------------------------- | ----------------------------------- | ----------------------------------- | ----------------------------------- |
| 1960 | Франція              | СРСР           | 2:1 додатковий час    | Югославія      | Чехословаччина                      | 2:0                                 | 2:0                                 | Франція                             |
| 1964 | Іспанія              | Іспанія        | 2:1                   | СРСР           | Угорщина                            | 3:1 додатковий час                  | 3:1 додатковий час                  | Данія                               |
| 1968 | Італія               | Італія         | 1:1 перегравання 2:0  | Югославія      | Англія                              | 2:0                                 | 2:0                                 | СРСР                                |
| 1972 | Бельгія              | ФРН            | 3:0                   | СРСР           | Бельгія                             | 2:1                                 | 2:1                                 | Угорщина                            |
| 1976 | Югославія            | Чехословаччина | 2:2 по пенальті (5:3) | ФРН            | Нідерланди                          | 3:2 додатковий час                  | 3:2 додатковий час                  | Югославія                           |
| 1980 | Італія               | ФРН            | 2:1                   | Бельгія        | Чехословаччина                      | 1:1 по пенальті (9:8)               | 1:1 по пенальті (9:8)               | Італія                              |
| Рік  | Місце проведення     | Фінальна гра   | Фінальна гра          | Фінальна гра   | Півфіналісти, що зазнали поразки(1) | Півфіналісти, що зазнали поразки(1) | Півфіналісти, що зазнали поразки(1) | Півфіналісти, що зазнали поразки(1) |
| Рік  | Місце проведення     | Чемпіон        | Рахунок               | Фіналіст       | Проти чемпіона                      | Проти чемпіона                      | Проти фіналіста                     | Проти фіналіста                     |
| 1984 | Франція              | Франція        | 2:0                   | Іспанія        | Португалія                          | Португалія                          | Данія                               | Данія                               |
| 1988 | ФРН                  | Нідерланди     | 2:0                   | СРСР           | ФРН                                 | ФРН                                 | Італія                              | Італія                              |
| 1992 | Швеція               | Данія          | 2:0                   | Німеччина      | Нідерланди                          | Нідерланди                          | Швеція                              | Швеція                              |
| 1996 | Англія               | Німеччина      | 2:1 золотий гол       | Чехія          | Англія                              | Англія                              | Франція                             | Франція                             |
| 2000 | Бельгія / Нідерланди | Франція        | 2:1 золотий гол       | Італія         | Португалія                          | Португалія                          | Нідерланди                          | Нідерланди                          |
| 2004 | Португалія           | Греція         | 1:0                   | Португалія     | Чехія                               | Чехія                               | Нідерланди                          | Нідерланди                          |
| 2008 | Австрія / Швейцарія  | Іспанія        | 1:0                   | Німеччина      | Росія                               | Росія                               | Туреччина                           | Туреччина                           |
| 2012 | Польща / Україна     | Іспанія        | 4:0                   | Італія         | Португалія                          | Португалія                          | Німеччина                           | Німеччина                           |
| 2016 | Франція              | Португалія     | 1:0 додатковий час    | Франція        | Уельс                               | Уельс                               | Німеччина                           | Німеччина                           |
| 2020 | Європа               | Італія         | 1:1 по пенальті (3:2) | Англія         | Іспанія                             | Іспанія                             | Данія                               | Данія                               |
| 2024 | Німеччина            | Іспанія        | 2:1                   | Англія         | Франція                             | Франція                             | Нідерланди                          | Нідерланди                          |

Найкращі результати збірних на чемпіонатах Європи

18 збірних грали в півфіналі, 14 доходили до фіналу і 10 ставали чемпіонами.
Найтитулованіша збірна — Іспанія, вона вигравала чемпіонат чотири рази й одного разу була фіналістом, на другому місці йде Німеччина, вона вигравала чемпіонат тричі і ще тричі була фіналістом. Замикає трійку найкращих Франція, яка двічі ставала чемпіоном і однин раз була фіналістом.
Три збірні з десяти, що перемагали на чемпіонаті Європи, домагалися цього як господарі турніру: Іспанія, Італія та Франція. Ще три команди вигравали чемпіонат Європи, але не мали успіху на своїй рідній землі: Німеччина, Нідерланди та Португалія. Інші команди, що не ставали чемпіонами, нерідко домагалися на «домашніх» чемпіонатах своїх найкращих результатів в історії (Швеція 1992 — півфінал).
Зірочкою (*) позначено результати команд на домашніх чемпіонатах.
| Команда        | Чемпіони                    | Друге місце          | Третє місце до 1984 року, півфінал від 1984 року | Четверте місце до 1984 року |
| -------------- | --------------------------- | -------------------- | ------------------------------------------------ | --------------------------- |
| Іспанія        | 4 (1964*, 2008, 2012, 2024) | 1 (1984)             | 1 (2020)                                         | -                           |
| Німеччина      | 3 (1972, 1980, 1996)        | 3 (1976, 1992, 2008) | 3 (1988*, 2012, 2016)                            | -                           |
| Італія         | 2 (1968*, 2020)             | 2 (2000, 2012)       | 1 (1988)                                         | 1 (1980*)                   |
| Франція        | 2 (1984*, 2000)             | 1 (2016*)            | 2 (1996, 2024)                                   | 1 (1960*)                   |
| СРСР           | 1 (1960)                    | 3 (1964, 1972, 1988) | -                                                | 1 (1968)                    |
| Португалія     | 1 (2016)                    | 1 (2004*)            | 3 (1984, 2000, 2012)                             | -                           |
| Нідерланди     | 1 (1988)                    | -                    | 5 (1976, 1992, 2000*, 2004, 2024)                | -                           |
| Данія          | 1 (1992)                    | -                    | 2 (1984, 2020)                                   | 1 (1964)                    |
| Чехословаччина | 1 (1976)                    | -                    | 2 (1960, 1980)                                   | -                           |
| Греція         | 1 (2004)                    | -                    | -                                                | -                           |
| Югославія      | -                           | 2 (1960, 1968)       | -                                                | 1 (1976*)                   |
| Англія         | -                           | 2 (2020, 2024)       | 2 (1968, 1996*)                                  | -                           |
| Бельгія        | -                           | 1 (1980)             | 1 (1972*)                                        | -                           |
| Чехія          | -                           | 1 (1996)             | 1 (2004)                                         | -                           |
| Угорщина       | -                           | -                    | 1 (1964)                                         | 1 (1972)                    |
| Швеція         | -                           | -                    | 1 (1992*)                                        | -                           |
| Туреччина      | -                           | -                    | 1 (2008)                                         | -                           |
| Росія          | -                           | -                    | 1 (2008)                                         | -                           |
| Уельс          | -                           | -                    | 1 (2016)                                         | -                           |

### Сумарна таблиця збірних
Загалом 40 національних збірних брали участь у фінальній частині на 17 Чемпіонатах Європи.
Перші 9 турнірів з 1960 по 1992 роки за виграний матч нараховувалися 2 очки. Правило трьох очок за перемогу було введено на чемпіонаті 1996 року. В нижченаведеній таблиці за кожний виграний матч нараховується 3 очки, за нічию 1-е і 0 за поразку. Матчі, результати яких вирішились в серії післяматчевих пенальті у футбольній статистиці зараховуються як нічия.
Скорочення: У = участь у чемпіонатах, І = ігри, В = перемоги, Н = нічиї, П = поразки, ЗГ = забиті голи, ПГ = пропущені голи, РГ = різниця голів, О = набрані очки
Станом на Євро 2024
| #  | Збірна             | У  | І  | В  | Н  | П  | ЗГ | ПГ | РГ  | О   |
| -- | ------------------ | -- | -- | -- | -- | -- | -- | -- | --- | --- |
| 1  | Німеччина          | 14 | 58 | 30 | 14 | 14 | 89 | 59 | +30 | 104 |
| 2  | Іспанія            | 12 | 53 | 28 | 15 | 10 | 83 | 46 | +37 | 99  |
| 3  | Італія             | 11 | 49 | 22 | 19 | 8  | 55 | 36 | +19 | 85  |
| 4  | Франція            | 11 | 49 | 23 | 15 | 11 | 73 | 53 | +20 | 84  |
| 5  | Нідерланди         | 11 | 45 | 23 | 9  | 13 | 75 | 48 | +27 | 78  |
| 6  | Португалія         | 9  | 44 | 21 | 12 | 11 | 61 | 41 | +20 | 75  |
| 7  | Англія             | 11 | 45 | 18 | 16 | 11 | 59 | 43 | +16 | 70  |
| 8  | Чехія              | 8  | 32 | 12 | 5  | 15 | 39 | 42 | −3  | 41  |
| 9  | Бельгія            | 7  | 26 | 12 | 3  | 11 | 33 | 30 | +3  | 39  |
| 10 | Данія              | 10 | 37 | 10 | 9  | 18 | 44 | 54 | −10 | 39  |
| 11 | Хорватія           | 7  | 25 | 9  | 8  | 8  | 33 | 34 | −1  | 35  |
| 12 | Швеція             | 7  | 24 | 7  | 7  | 10 | 30 | 28 | +2  | 28  |
| 13 | Швейцарія          | 6  | 23 | 5  | 11 | 7  | 24 | 28 | −4  | 26  |
| 14 | СРСР               | 5  | 13 | 7  | 2  | 4  | 17 | 12 | 5   | 23  |
| 15 | Туреччина          | 6  | 23 | 7  | 2  | 14 | 22 | 38 | −16 | 23  |
| 16 | Росія              | 6  | 20 | 6  | 3  | 11 | 22 | 36 | −14 | 21  |
| 17 | Греція             | 4  | 16 | 5  | 3  | 8  | 14 | 20 | −6  | 18  |
| 18 | Уельс              | 2  | 10 | 5  | 1  | 4  | 13 | 12 | +1  | 16  |
| 19 | Австрія            | 4  | 14 | 4  | 2  | 8  | 14 | 18 | −4  | 14  |
| 20 | Польща             | 5  | 17 | 2  | 8  | 7  | 14 | 21 | −7  | 14  |
| 21 | Угорщина           | 5  | 14 | 3  | 4  | 7  | 16 | 25 | −9  | 13  |
| 22 | Україна            | 4  | 14 | 4  | 1  | 9  | 10 | 23 | −13 | 13  |
| 23 | Чехословаччина     | 3  | 8  | 3  | 3  | 2  | 12 | 10 | 2   | 12  |
| 24 | Румунія            | 6  | 20 | 2  | 6  | 12 | 14 | 27 | −13 | 12  |
| 25 | Словаччина         | 3  | 11 | 3  | 2  | 6  | 9  | 18 | -9  | 11  |
| 26 | Югославія          | 5  | 14 | 3  | 2  | 9  | 22 | 39 | −17 | 11  |
| 27 | Шотландія          | 4  | 12 | 2  | 3  | 7  | 7  | 17 | −10 | 9   |
| 28 | Ісландія           | 1  | 5  | 2  | 2  | 1  | 8  | 9  | −1  | 8   |
| 29 | Ірландія           | 3  | 10 | 2  | 2  | 6  | 6  | 17 | −11 | 8   |
| 30 | Словенія           | 2  | 7  | 0  | 6  | 1  | 6  | 7  | −1  | 6   |
| 31 | Норвегія           | 1  | 3  | 1  | 1  | 1  | 1  | 1  | 0   | 4   |
| 32 | Грузія             | 1  | 4  | 1  | 1  | 2  | 5  | 8  | −3  | 4   |
| 33 | Албанія            | 2  | 6  | 1  | 1  | 4  | 4  | 8  | −4  | 4   |
| 34 | Болгарія           | 2  | 6  | 1  | 1  | 4  | 4  | 13 | −9  | 4   |
| 35 | Північна Ірландія  | 1  | 4  | 1  | 0  | 3  | 2  | 3  | −1  | 3   |
| 36 | Фінляндія          | 1  | 3  | 1  | 0  | 2  | 1  | 3  | −2  | 3   |
| 37 | Сербія             | 1  | 3  | 0  | 2  | 1  | 1  | 2  | −1  | 2   |
| 38 | СНД                | 1  | 3  | 0  | 2  | 1  | 1  | 4  | −3  | 2   |
| 39 | Латвія             | 1  | 3  | 0  | 1  | 2  | 1  | 5  | −4  | 1   |
| 40 | Північна Македонія | 1  | 3  | 0  | 0  | 3  | 2  | 8  | −6  | 0   |

Примітки
1. ↑  Також включає результати збірної  ФРН 1972–1988.
2. 1 2 3  Результати збірних  Чехословаччина,  Чехія та  Словаччина подані окремо. УЄФА зараховує виступи команди Чехословаччини до збірних Чехії та Словаччини.
3. 1 2 3  Результати збірних  СРСР,  СНД та  Росія подані окремо. УЄФА зараховує виступи всіх трьох команд до збірної росії.
4. 1 2  Результати збірних  Югославія та  Сербія подані окремо. УЄФА зараховує виступи команди Югославії до збірної Сербії.

### Нові національні збірні
Цікавим є той факт, що на кожному чемпіонаті Європи виступала хоча б одна нова команда.
| Чемпіонат                 | Нові команди                                            |
| ------------------------- | ------------------------------------------------------- |
| 1960 Франція              | Франція, СРСР, Югославія, Чехословаччина                |
| 1964 Іспанія              | Іспанія, Данія, Угорщина                                |
| 1968 Італія               | Італія, Англія                                          |
| 1972 Бельгія              | Бельгія, ФРН                                            |
| 1976 Югославія            | Нідерланди                                              |
| 1980 Італія               | Греція                                                  |
| 1984 Франція              | Португалія, Румунія                                     |
| 1988 ФРН                  | Ірландія                                                |
| 1992 Швеція               | Швеція, Шотландія, СНД                                  |
| 1996 Англія               | Чехія, Туреччина, Росія, Хорватія, Швейцарія, Болгарія  |
| 2000 Бельгія / Нідерланди | Норвегія, Словенія                                      |
| 2004 Португалія           | Латвія                                                  |
| 2008 Австрія / Швейцарія  | Австрія, Польща                                         |
| 2012 Україна / Польща     | Україна                                                 |
| 2016 Франція              | Ісландія, Північна Ірландія, Уельс, Албанія, Словаччина |
| 2020 Європа               | Фінляндія, Північна Македонія                           |
| 2024 Німеччина            | Грузія, Сербія                                          |

Таким чином на Чемпіонатах Європи за весь час виступало загалом 40 збірних, з яких 4 вже не існує: СРСР (до 1991 року), СНД (лише 1992 рік), Чехословаччина (до 1993 року), Югославія (до лютого 2003 року). Збірна СНД — це штучно створена збірна, яка представляла СНД. Ця збірна виникла за необхідністю, оскільки збірна СРСР вже забронювала собі місце на Євро-1992, кваліфікуючись туди до розпаду СРСР у кінці 1991 року. Тому єдиним законним способом брати участь у турнірі була участь єдиної команди.
Сім збірних (Франції, Іспанії, Італії, Бельгії, Швеції, Австрії та України) вперше брали участь у фінальній частині чемпіонату Європи на «домашньому» чемпіонаті.
Наступні 19 національних збірних з футболу потенційно можуть потрапити на Чемпіонати Європи, але поки що їм не вдалося пройти жодного відбіркового етапу: Азербайджан, Андорра, Білорусь, Боснія і Герцеговина, Вірменія, Гібралтар, Естонія, Ізраїль, Казахстан, Кіпр, Косово, Литва, Ліхтенштейн, Люксембург, Мальта, Молдова, Сан-Марино, Фарери, Чорногорія.
Наступна таблиця ілюструє «кваліфікаційний шлях» кожної з цих команд:
| Команда              | Рік вступу в УЄФА | Участь у відборах, разів | Участь у відборах, роки                                                                        |
| -------------------- | ----------------- | ------------------------ | ---------------------------------------------------------------------------------------------- |
| Люксембург           | 1954              | 16                       | 1964, 1968, 1972, 1976, 1980, 1984, 1988, 1992, 1996, 2000, 2004, 2008, 2012, 2016, 2020, 2024 |
| Мальта               | 1960              | 15                       | 1964, 1972, 1976, 1980, 1984, 1988, 1992, 1996, 2000, 2004, 2008, 2012, 2016, 2020, 2024       |
| Кіпр                 | 1962              | 15                       | 1968, 1972, 1976, 1980, 1984, 1988, 1992, 1996, 2000, 2004, 2008, 2012, 2016, 2020, 2024       |
| Сан-Марино           | 1988              | 9                        | 1992, 1996, 2000, 2004, 2008, 2012, 2016, 2020, 2024                                           |
| Фарерські острови    | 1990              | 9                        | 1992, 1996, 2000, 2004, 2008, 2012, 2016, 2020, 2024                                           |
| Ліхтенштейн          | 1974              | 8                        | 1996, 2000, 2004, 2008, 2012, 2016, 2020, 2024                                                 |
| Естонія              | 1992              | 8                        | 1996, 2000, 2004, 2008, 2012, 2016, 2020, 2024                                                 |
| Литва                | 1992              | 8                        | 1996, 2000, 2004, 2008, 2012, 2016, 2020, 2024                                                 |
| Білорусь             | 1993              | 8                        | 1996, 2000, 2004, 2008, 2012, 2016, 2020, 2024                                                 |
| Вірменія             | 1993              | 8                        | 1996, 2000, 2004, 2008, 2012, 2016, 2020, 2024                                                 |
| Молдова              | 1993              | 8                        | 1996, 2000, 2004, 2008, 2012, 2016, 2020, 2024                                                 |
| Азербайджан          | 1994              | 8                        | 1996, 2000, 2004, 2008, 2012, 2016, 2020, 2024                                                 |
| Ізраїль              | 1994              | 8                        | 1996, 2000, 2004, 2008, 2012, 2016, 2020, 2024                                                 |
| Андорра              | 1996              | 7                        | 2000, 2004, 2008, 2012, 2016, 2020, 2024                                                       |
| Боснія і Герцеговина | 1998              | 7                        | 2000, 2004, 2008, 2012, 2016, 2020, 2024                                                       |
| Казахстан            | 2002              | 5                        | 2008, 2012, 2016, 2020, 2024                                                                   |
| Чорногорія           | 2007              | 4                        | 2012, 2016, 2020, 2024                                                                         |
| Гібралтар            | 2013              | 3                        | 2016, 2020, 2024                                                                               |
| Косово               | 2016              | 2                        | 2020, 2024                                                                                     |

Як видно, збірні Люксембургу, Мальти та Кіпру найбільше разів та найдовше (з 1964 і 1968) беруть участь у відборах на Чемпіонати Європи. До цього збірні Північної Ірландії та Уельсу по 13 разів (1964-2012), безуспішно намагались пройти кваліфікацію і врешті-решт пройшли на ЧЄ-2016, що також повторила Фінляндія — 13 разів поспіль (з 1968-2016) боролась за вихід до фіналу і змогла потрапити в підсумку на ЧЄ-2020.

### Цікава статистика
- Збірні Іспанії, Франції та Італії свою першу перемогу здобули на «домашньому» чемпіонаті (де вони були країнами-господарками турніру).
- За усю історію 3 збірні володіли одночасно титулами чемпіона Європи та чемпіона світу (ФРН, Франції й Іспанії), і якщо збірній Франції звання європейського чемпіона прийшло через 2 роки після світового (2000), то збірні ФРН й Іспанії ставали чемпіонами світу у званні чемпіонів Європи (чемпіонати 1974 та 2010 років відповідно).
- Майже усі збірні, що ставали чемпіонами Європи, «провалювались» наступного чемпіонату. Поміж тим, деякі збірні зупинялися всього за крок до чемпіонства: збірна СРСР 1964, збірна ФРН 1976, збірна Чехословаччини 1980 та збірна Нідерландів 1992 року.
- Збірна Іспанії єдина, яка двічі підряд ставала чемпіоном Європи (чемпіонати 2008 та 2012 років). Окрім того, в 2010 році вона завоювала титул чемпіона світу з футболу, оформивши таким чином серію з трьох чемпіонств.
- Своєю поразкою у фіналі Євро-2008 збірна Німеччини наздогнала за цим показником збірну СРСР (поразки у фіналах чемпіонатів 1964, 1972 та 1988 року) та випередила збірну Югославії (поразки 1960 та 1968 року).

## Найкращі бомбардири
Станом на  Євро 2024
| # | Країна     | Гравець              | Голи | Матчі | Голів / матч | Турнір                             |
| - | ---------- | -------------------- | ---- | ----- | ------------ | ---------------------------------- |
| 1 | Португалія | Кріштіану Роналду    | 14   | 30    | 0.47         | 2004, 2008, 2012, 2016, 2020, 2024 |
| 2 | Франція    | Мішель Платіні       | 9    | 5     | 1.80         | 1984                               |
| 3 | Англія     | Алан Ширер           | 7    | 9     | 0.78         | 1992, 1996, 2000                   |
| 3 | Франція    | Антуан Грізманн      | 7    | 17    | 0.41         | 2016, 2020, 2024                   |
| 3 | Іспанія    | Альваро Мората       | 7    | 17    | 0.41         | 2016, 2020, 2024                   |
| 3 | Англія     | Гаррі Кейн           | 7    | 18    | 0.39         | 2016, 2020, 2024                   |
| 7 | Чехія      | Патрик Шик           | 6    | 7     | 0.86         | 2020, 2024                         |
| 7 | Нідерланди | Руд ван Ністелрой    | 6    | 8     | 0.75         | 2004, 2008                         |
| 7 | Нідерланди | Патрік Клюйверт      | 6    | 9     | 0.67         | 1996, 2000, 2004                   |
| 7 | Англія     | Вейн Руні            | 6    | 10    | 0.60         | 2004, 2012, 2016                   |
| 7 | Франція    | Тьєррі Анрі          | 6    | 11    | 0.55         | 2000, 2004, 2008                   |
| 7 | Швеція     | Златан Ібрагімович   | 6    | 13    | 0.46         | 2004, 2008, 2012, 2016             |
| 7 | Польща     | Роберт Левандовський | 6    | 13    | 0.46         | 2012, 2016, 2020, 2024             |
| 7 | Португалія | Нуну Гоміш           | 6    | 14    | 0.43         | 2000, 2004, 2008                   |
| 7 | Бельгія    | Ромелу Лукаку        | 6    | 14    | 0.43         | 2016, 2020, 2024                   |